# هوریتسه نا شوماوی
هوریتسه نا شوماوی (به چکی: Hořice na Šumavě) یک منطقهٔ مسکونی در جمهوری چک است که در ناحیه تشسکی کروملوو واقع شده‌است.